# Нандо Паррадо
Нандо (Фернандо) Паррадо (ісп. Fernando Parrado) (нар. 9 грудня 1949, Монтевідео, Уругвай) — один з 16 пасажирів рейсу 571 ВВС Уругваю, які вижили в авіакатастрофі 13 жовтня 1972 року в Андах. Разом з другом Роберто Канессою здійснив 65-кілометровий перехід через Анди і привів у гори рятувальників до решти пасажирів рейсу 571, які залишилися завдяки цьому живими.

## Життєпис
Народився в сім'ї, що належала до середнього класу. Його мати, Євгенія Долгай, була українською іммігранткою, яка прибула до Уругваю у віці 16 років. Крім Нандо, батьки мали ще двоє дітей: старшу сестру Грасіелу і молодшу Сусану. Навчався в коледжі Стелла Маріс. З раннього дитинства любив займатися спортом, особливо добре грав у регбі, був капітаном команди коледжу з регбі. 
1972 року разом з командою регбістів-юніорів вилетів до Чилі на міжнародну зустріч. Проте внаслідок помилки пілота літак, на якому летіла команда, розбився в Андах. Мати і молодша сестра, що летіли разом з Нандо, загинули в цій авіакатастрофі. Доклавши нелюдських зусиль у жорстокій сутичці за життя, що тривала 72 дні, він вижив і вийшов переможцем. Здійснивши разом зі своїм другом Роберто Канессою 11-денний перехід через засніжені й морозні Анди без спорядження, карти, харчів і теплого одягу, подолавши близько 60 км гірського шляху, знесилені, біля гірської річки вони зустріли чилійського пастуха Серхіо Каталана, який розповів про них людям. Так Нандо і Роберто врятувалися самі і привели рятувальників у гори до інших уцілілих у катастрофі пасажирів рейсу 571, які завдяки їхньому подвигові залишилися живими.
Незабаром після порятунку Нандо Паррадо разом з Пірсом Полом Рідом написав книгу-реконструкцію спогадів про рейс 571, яка стала бестселером. Пізніше, через 20 років, був консультантом фільму «Живі», поставленого за книгою, де його роль зіграв актор Ітан Гоук.
Зараз[коли?] Нандо Паррадо — успішний бізнесмен, захоплюється гонками, активно займається спортом. Одружений, має двох дочок — Вероніку і Сесілію. Є президентом сімейної компанії Seler Parrado, S. A., заснував дві телевізійні і одну кабельну медіакомпанії.